# Ikun-Ishar
Ikun-Ishar (o Ikun-Išar) va ser un rei de Mari, una important ciutat-estat a l'antiga Mesopotàmia, probablement cap a l'any 2330 aC.
El seu nom es llegeix a les Tauletes d'Ebla, i el seu regnat va coincidir amb el rei d'Ebla Irkab-Damu. Ebla era tributària de Mari, però amb la pujada al tron d'Irkab-Damu va reduir l'import del tribut que pagava i aquella ciutat-estat es va començar a expandir àmpliament pel territori, fins a convertir-se en un important estat al nord de Síria. Molts petits estats situats al curs de l'Eufrates mitjà van caure sota domini eblaïta. Ikun-Ishar no va poder fer front a l'expansió d'Irkab-Damu i de la ciutat d'Ebla, i el regne de Mari va entrar en decadència, accentuada encara per la pèrdua de poder del seu successor Hida'ar sobre l'Eufrates i sobre les seves antigues possessions, que van passar a mans d'Ebla.